# Loïc Leferme
Loïc Leferme (ur. 25 sierpnia 1970 w Malo-les-Bains, zm. 11 kwietnia 2007 w Villefranche-sur-Mer) – francuski nurek, były rekordzista w nurkowaniu swobodnym w kategorii no-limits.
Zginął podczas treningu w Villefranche-sur-Mer na skutek awarii sprzętu (zablokowana lina) z powodu której nie mógł wynurzyć się na czas.
Rekord świata Leferme’a wynoszący 171 metrów, który ustanowił 30 października 2004, został pobity przez Herberta Nitscha w 2005.